# Џајантси Грац
Џајантси Грац су клуб америчког фудбала из Граца у Аустрија. Основани су 1981. године и своје утакмице играју на стадиону Егенберг у Грацу. Такмиче се тренутно у највишем рангу такмичења у Аустрији, лиги АФЛ и у међународној ЦЕФЛ лиги.